# Isabella I van Castilië
Isabella I, bijgenaamd de Katholieke (Isabela la Católica) (Madrigal de las Altas Torres, 22 april 1451 — Medina del Campo, 26 november 1504), was 30 jaar koningin van Castilië, van 1474 tot aan haar dood.

## Biografie
Haar ouders waren Johan II van Castilië en Isabella van Portugal. Als dochter uit het tweede huwelijk van Johan II, die al een mannelijke erfgenaam had uit zijn eerste huwelijk, was haar kans om koningin te worden verre van vanzelfsprekend. Haar halfbroer Hendrik IV van Castilië werd na de dood van hun vader op 21 juli 1454 nog dezelfde dag tot koning uitgeroepen.
Isabella bracht haar eerste levensjaren door in Arévalo samen met haar moeder en haar broer en heeft waarschijnlijk daar haar eerste opleiding gedaan, die zoals het voor een dame van stand paste, bestond uit de basisbeginselen van het christelijke geloof en het leren lezen en schrijven. In 1461 verliet ze Arévalo om zich bij haar halfbroer Hendrik IV van Castilië te voegen aan zijn hof. Isabella's opleiding werd daar voortgezet, maar ze kreeg geen opleiding als toekomstig monarch, omdat er andere rechthebbenden op de troon waren die veel meer kans op de opvolging maakten dan zij; onder meer haar jongere broer Alfons. Isabella was toen 17 jaar.

## De strijd om de troon
Een deel van de Castiliaanse adel was het niet eens met het bewind van Hendrik, zij verenigden zich op 4 april 1460 in de Liga van Tudela. In september 1464 deed een deel van de adel een greep naar de macht. Het dwong Hendrik om zijn enige dochter Johanna, de titel van troonopvolger, die van prinses van Asturië af te nemen en zijn halfbroer Alfons te benoemen tot prins van Asturië. Op 27 april 1465 werd Alfons in Plasencia door de opstandige adel uitgeroepen tot koning van Castilië en Léon, wat op 5 juni nog eens bevestigd werd met een officiële ceremonie in de stad Ávila. De nieuwe koning, die de naam Alfonso XII kreeg, was slechts elf jaar oud. Deze staatsgreep werd bekend onder de naam de Farce van Ávila. Het resultaat hiervan was een burgeroorlog die eindigde met de plotse dood van Alfons op 5 juli 1468.
Al op de vooravond van de dood van Alfons stuurt de infante een brief aan de edelen, rechters, notabelen en de bevolking van Murcia waarin ze hen ervan op de hoogte brengt, dat haar broer Alfons in stervensgevaar verkeert, maar waarin ze vooral voor zichzelf de troonopvolging opeist. Haar kandidatuur werd gesteund door Johan II van Aragón, die er op aanstuurde dat zij met zijn zoon Ferdinand zou trouwen. Hendrik IV sloot onder druk van de edelen op 19 september 1468 een overeenkomst (Tratado de Los Toros de Guisando) met Isabella waarin hij haar als opvolgster erkent, ten nadele van zijn eigen dochter Johanna (bijgenaamd la Beltraneja), op voorwaarde dat hij haar echtgenoot mocht kiezen.
Maar Isabella onderhandelt achter zijn rug over een huwelijk met Ferdinand van Aragón. Hierdoor werd in feite de voorwaarden van het Tratado de Los Toros de Guisando geschonden. Over de afspraken voor het huwelijk werd onderhandeld door Gonzalo de Chacón en Gutierre de Cárdenas. Op 18 oktober 1469 werd het huwelijk gesloten in de woning van Juan Vivero in Valladolid en de kerkelijke plechtigheid was op 19 oktober. Isabella was toen achttien jaar oud, haar echtgenoot zeventien. Voor dit huwelijk was pauselijke dispensatie nodig, omdat zij achterneef en -nicht van elkaar waren. Deze toestemming liet lang op zich wachten, doordat diverse partijen bezwaren uitten tegen dit huwelijk. Zo wilde bijvoorbeeld koning Lodewijk XI van Frankrijk zijn broer Karel van Valois laten trouwen met Isabella. De nodige dispensatie kwam pas op 1 december 1471 met een apostolische brief van paus Sixtus IV. Nadat Hendrik IV hoorde dat zijn halfzus getrouwd was met de Aragonese kroonprins, probeerde hij haar tevergeefs te onterven ten gunste van zijn eigen dochter Johanna la Beltraneja.
Hendrik IV overleed in de nacht van 11 december 1474 in het Alcazar van Madrid. Rodrigo van Ulloa en Garci Franco werden onmiddellijk naar Segovia gestuurd, waar Isabella zich bevond, om haar het nieuws mee te delen en haar te verzoeken geen actie te ondernemen tot de kerkelijke en wereldlijke autoriteiten ter zake waren overeengekomen wat er te doen stond. Deze actie zou ondernomen zijn door de gouverneurs van Johanna van Castilië,. Isabella negeerde het bericht en nam alle maatregelen om haar kroning tot koningin van Castilië en León zo spoedig mogelijk te laten plaatsvinden. Isabella laat zich kronen op 13 december in Segovia, na een plechtige dodenmis voor de overleden koning. Juan Díaz de Alcocer sprak bij die gelegenheid een rede uit waarin hij de rechten van Isabella op de troon verdedigde. Een rede die sindsdien als een voorbeeld van politieke propaganda geldt. Veel tijdgenoten van Isabella en vele historici vandaag noemden en noemen de actie van Isabella een regelrechte staatsgreep tegen haar nicht Johanna. Op 16 december stuurt Isabella nog een brief aan de autoriteiten en burgers van Murcia om haar aanspraken te bevestigen.
Ferdinand, Isabella’s echtgenoot, was tijdens deze periode niet in Segovia, maar bevond zich in Aragón. Als hij op 21 december het nieuws verneemt, begint er een periode van onenigheid tussen de echtgenoten en hun achterban die pas eindigt op 15 januari 1475 met een concordaat getekend in Segovia. De discussie ging over de rechten van Ferdinand en Isabella bij het regeren over Castilië.
De eerste jaren van Isabella's bewind waren zeker niet probleemloos. Portugal verklaarde Castilië de oorlog, omdat Alfons V van Portugal de rechten van zijn nicht wilde verdedigen. In 1475 huwde Alfons trouwens met zijn nicht, om zo zelf de rechten op de Castiliaanse troon te verwerven, dit huwelijk werd door de paus enkele maanden later erkend, maar enkele jaren later werd de dispensatie door Sixtus IV weer ingetrokken. De Fransen kozen in deze Castiliaanse successieoorlog de zijde van Portugal, omdat ze conflicten hadden met het Huis Aragón over gebieden in Italië en Roussillon. Na de slag bij Toro, tussen de troepen van de Katholieke Koningen onder leiding van Ferdinand en kardinaal Mendoza en de Portugees-Castiliaanse troepen onder leiding van Alfons V en kroonprins Johan, op 1 maart 1476, waar er geen duidelijke overwinnaar was, kantelden de kansen in het voordeel van Isabella. De aanhangers van Johanna veranderden van kamp en Isabella werd erkend als koningin door de rechtbanken van Madrigal en Segovia in april respectievelijk oktober 1476. De successieoorlog eindigde met het verdrag van Alcáçovas op 4 september 1479 waarin Johanna en Alfons V hun aanspraken op de Castiliaanse troon opgaven en de Katholieke Koningen hun aanspraken op de Portugese troon lieten vallen. De overzeese gebieden werden opgedeeld in wederzijds erkende invloedssferen tussen Portugal en Castilië.
Dit maakt dat in de eerste jaren van de regering van Isabella en Ferdinand niet veel ruimte was voor het binnenlands beleid. Na de dood van Johan van Aragón in 1479 wordt Ferdinand koning van Aragón. Na de troonsbestijging van Ferdinand waren beide koninkrijken verenigd onder dezelfde vorsten. Desondanks bleven beide koninkrijken administratief gescheiden, elk met zijn eigen identiteit en wetten. Ook beide parlementen bleven gescheiden. Het enige gemeenschappelijke instituut zou de Spaanse Inquisitie worden. Hoewel beide vorsten één gemeenschappelijke titel droegen, hield ieder zich louter met zijn eigen gebieden bezig – al werden de beslissingen wel gemeenschappelijk genomen. Door zijn centrale ligging en grotere oppervlakte werd Castilië de dominante partner in de unie.

## Politiek beleid
Isabella en Ferdinand leggen de fundamenten voor een Spaanse monarchie. Ze behouden wel de bestaande instellingen zoals de cortes en de rechtbanken, maar wijzigen de organisatie, de administratie en de bevoegdheden ervan. Een groot deel van de wetten waarop ze zich zullen steunen om deze hervormingen door te voeren laten ze goedkeuren tijdens een vergadering van de Cortes in Toledo tussen november 1479 en juni 1480. Ze zullen ook deze ordenamiento in druk laten uitgeven om een brede verspreiding van de teksten mogelijk te maken.
Hiervoor worden de effectieven van het koninklijk huis en het hof sterk opgevoerd. Het koninklijk huis was een bestuursorgaan dat bestond uit twee onderdelen. De edelen voerden specifieke bestuurlijke en politieke opdrachten uit en werden hiervoor vergoed. De tweede groep bestond uit professionelen die vast in dienst waren en de administratie en confidentiële taken verzorgden voor de koning, Isabella zal meer en meer gaan steunen op deze professionelen.
De Koninklijke Raad was het voornaamste advies- en bestuursorgaan met meer dan 60 edelen, die voornamelijk hun eigen belangen behartigden. Op basis van wetten die ze laat stemmen in de Cortes van Toledo kan Isabella de Raad omvormen tot een orgaan met een president, een schatbewaarder, een prelaat, drie leden van de lagere adel en tussen acht en tien lettrados (juristen). Niet benoemde edelen mochten de vergaderingen bijwonen maar hadden geen stemrecht.
Op het gebied van rechtshandhaving richt zij ook La Santa Hermandad op, een soort politiemacht, samengesteld uit lokale notabelen en de Real Audiencia y Chancillería (een soort hof van beroep) ziet zijn macht toenemen en er wordt een tweede hof opgericht in Ciudad Real, naast het oorspronkelijke in Valldolid.

## Reconquista
Ferdinand en Isabella voltooiden de Reconquista met de Oorlog van Granada tegen het emiraat Granada, die startte in 1482. Aanleiding tot de verbreking van de laatste vrede en de definitieve verovering van het emiraat Granada was de Moorse aanval in december 1481 op het stadje Zahara in Christelijk gebied onder bescherming van de markies van Cadiz, Rodrigo Ponce de Leon. Deze viel als reactie het gebied van Granada binnen met 2500 ruiters en 2500 voetsoldaten en veroverde in februari 1482 het stadje Alhama de Granada. Er volgt een oorlog van 10 jaar tussen het emiraat en de Spaanse koningen. Dit was geen continue oorlog maar eerder een reeks van veldslagen. Het emiraat was verzwakt door interne twisten. Na een maandenlang beleg, dat begonnen was in de lente van 1491, werd de stad overgegeven door emir Mohammed Abu Abdallah (Boabdil genaamd door de Spanjaarden die zijn Arabische naam verbasterden) op 2 januari 1492. Op 25 november 1491 was er een verdrag gesloten tussen Mohammed Abu Abdallah en de Spaanse koningen dat voorzag in een kort bestand en gevolgd werd door de uiteindelijke overgave. Het verdrag bepaalde de rechten van Moren en Joden die in Granada zouden blijven, inclusief de tolerantie op religieus gebied waar uiteindelijk niets van terechtkwam. In 1494 ontvingen Isabella en Ferdinand van paus Alexander VI Borgia, de titel van Katholieke Koningen.
Met de oprichting van de Inquisitie beoogden Ferdinand en Isabella in de eerste plaats de katholieke orthodoxie en eenheid te verzekeren. De dominicaan Tomás de Torquemada werd aangesteld als eerste grootinquisiteur. Hoewel Isabella zich uit economische motieven verzet zou hebben tegen het vervolgen van Joden, slaagde Torquemada erin Ferdinand te overtuigen. Op 31 maart 1492 tekent Isabella samen met Ferdinand het Verdrijvingsedict. Hierdoor werden de Joden  gedwongen zich te bekeren tot het christendom of te vertrekken uit Spanje. Hoewel velen zich bekeerden en zo hun eigendommen behielden, vertrokken zo'n 160 000 à 400 000 marranos (ook te vertalen als zwijnen). Hun bezittingen werden in beslag genomen.
In 1499 werden ook de moslims voor de keuze gesteld om te zich te bekeren of te vertrekken. Honderdduizenden vertrokken uit Spanje, anderen lieten zich dopen.

## Columbus
Op 17 april 1492, enkele maanden na de val van Granada, gaf Isabella haar akkoord om Christoffel Columbus' expeditie naar India via een westelijke doorvaart te sponsoren. Hij vertrok op 3 augustus 1492 en landde op 12 oktober van dat jaar op een eiland van de Bahama's dat hij San Salvador noemde ter ere van Jezus de verlosser van de mensheid.
Columbus wachtte in april 1493 in Barcelona een triomfantelijk onthaal. Hij bracht verslag uit van zijn ontdekkingen aan Ferdinand en Isabella. Spanje begon aan zijn gouden eeuw van exploratie en kolonisatie maar stuitte al snel op Portugese weerstand. Op 7 juni 1494 werd het verdrag van Tordesillas gesloten dat de verdeling van de niet-Europese wereld tussen Castilië en Portugal vastlegde.

## Internationale politiek
Europa was op het einde van de 15e eeuw een lappendeken van staten en koninkrijken waar het idee van nationale staten stilaan vaste voet had gevonden. Het uitwisselen van gezanten tussen staten wordt stilaan regel, ook Ferdinand en Isabella sturen diplomaten uit, alle problemen en onderhandelingen rond het bezetten en behouden van de Castiliaanse troon waren op dit gebied een goede leerschool geweest. Hun contacten met de Heilige Stoel dateren uit deze periode en zullen zeer belangrijk blijven omdat ze zich ten volle bewust zijn van de scheidsrechtersrol van deze instantie in internationale conflicten. Ferdinand noemt Rome in een brief aan Francisco de Rojas, zijn vertegenwoordiger daar, de “Plaza del mundo”.
De rivaliteit met Frankrijk over het koninkrijk Napels bracht de Katholieke Koningen ertoe pogingen te ondernemen om Frankrijk langs diplomatieke weg te isoleren, door verbintenissen aan te gaan met de omringende landen. Het aangewezen vehikel hiervoor was uiteraard de huwelijkspolitiek. Na zorgvuldig beraad en aftasten van de mogelijkheden planden Isabella en Ferdinand huwelijken van hun kinderen met het Bourgondische Huis, met de Habsburgers, met Portugal en met Engeland. Na lange onderhandelingen werden er huwelijken gesloten tussen Filips de Schone en hun dochter Johanna enerzijds en tussen Margaretha de jongere zus van Filips en Johan. Hun dochter Isabella, trouwde met Alfons, de troonopvolger in Portugal. Toen die in 1491 stierf hertrouwde Isabella met zijn broer Emanuel I van Portugal. Als Isabella op haar beurt overleed bij de bevalling van haar eerste zoontje in 1498, hertrouwde Manuel met een andere dochter van Isabella en Ferdinand, Maria. De jongste dochter Catharina werd uitgehuwelijkt aan Arthur Tudor de oudste zoon van Hendrik VII van Engeland, maar die overleed in het eerste jaar van het huwelijk en Catharina werd dan maar in de echt verbonden met de nieuwe kroonprins, de latere Hendrik VIII van Engeland. Door de tegenslagen en de sterfgevallen, ook Filips de Schone stierf op jonge leeftijd, was de huwelijkspolitiek van Isabella en Ferdinand geen groot succes, maar hun kleinzoon Karel zou een van de grootste vorsten van Europa worden.

## Overlijden
In haar persoonlijke gezinsleven werd Isabella tijdens haar laatste regeringsjaren zwaar getroffen, onder meer door het verlies van haar zoon Johan († 1497), haar dochter Isabella († 1498) en haar kleinzoon Miguel († 1500). Toen Isabella van Castilië in 1504 overleed, werd zij in Castilië opgevolgd door haar dochter Johanna. Deze toonde echter, na de dood van haar echtgenoot Filips de Schone (1506), in toenemende mate tekenen van krankzinnigheid en Ferdinand trok op grond van de toestand van zijn dochter, de feitelijke macht in Castilië naar zich toe, als regent voor zijn minderjarige kleinzoon Karel.

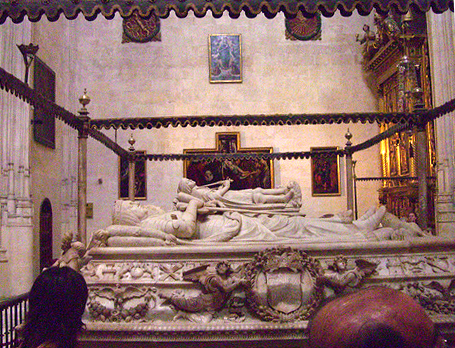
Tombe van Isabella en Ferdinand in de koninklijke kapel in de kathedraal van Granada

## Het graf van koningin Isabella
Op 12 oktober 1504 maakte Isabella haar testament op. Daarin drukte ze haar wens uit om in het klooster van Sint-Franciscus op het domein van het Alhambra te Granada te worden begraven. Ze schreef: Laat mijn lichaam begraven worden in het klooster van Sint-Franciscus, dat zich bevindt in het Alhambra van de stad Granada, bewoond door leden van de voornoemde orde, gekleed in het habijt van de arme dienaar van Jezus Christus, Sint-Franciscus, in een laag graf, zonder versiering, afgedekt met een steen, met een inscriptie. Maar ik verlang en beveel dat als de koning, mijn heer, een graf kiest in een ander klooster of kerk van een van mijn koninkrijken, mijn lichaam daarheen zal worden overgebracht om te rusten naast dat van zijne hoogheid, zodat de eenheid waarvan we hebben genoten tijdens ons leven, door de barmhartigheid van God, wij verhopen dat onze zielen zich erover zullen verheugen in de hemel, vertegenwoordigd worden door onze lichamen in de aarde.
Een maand later overleed de koningin in Medina del Campo nabij Valladolid. De lijkstoet, een 23 dagen durende lange, moeilijke tocht naar het klooster in het Alhambra, werd geteisterd door stortregens, buiten hun oevers getreden rivieren en weggeslagen bruggen. Haar lichaam werd daar op 18 december 1504 begraven. Op 6 februari 1518 begroef men haar echtgenoot, koning Ferdinand II van Aragon naast haar. Toen de koninklijke kapel bij de kathedraal van Granada klaar was, werden beiden, op bevel van keizer Karel V, op 10 november 1521 naar hun definitieve rustplaats overgebracht.

## Nakomelingen
Uit haar huwelijk met Ferdinand van Aragón werden de volgende kinderen geboren:
- Isabella (2 oktober 1470 – 23 augustus 1498)
- Johan (28 juni 1478 – 4 oktober 1497)
- Johanna (6 november 1479 –  12 april 1555)
- Maria (29 juni 1482 – 7 maart 1517)
- Catharina (15 december 1485 – 7 januari 1536)

Isabella had ook een doodgeboren dochter en een miskraam te betreuren.

## Kwartierstaat (voorouders)
| Johan I van Castilië (1358-1390) | Johan I van Castilië (1358-1390) | Johan I van Castilië (1358-1390) | Johan I van Castilië (1358-1390) | Johan I van Castilië (1358-1390)     | Johan I van Castilië (1358-1390)     | Eleonora van Aragón (1358-1382)      | Eleonora van Aragón (1358-1382)      | Eleonora van Aragón (1358-1382)      | Eleonora van Aragón (1358-1382)      | Eleonora van Aragón (1358-1382)   | Eleonora van Aragón (1358-1382)   |                                   |                                   | Jan van Gent (1340-1399)          | Jan van Gent (1340-1399)          | Jan van Gent (1340-1399)            | Jan van Gent (1340-1399)            | Jan van Gent (1340-1399)            | Jan van Gent (1340-1399)            | Constance van Castilië (1354-1394)  | Constance van Castilië (1354-1394)  | Constance van Castilië (1354-1394)  | Constance van Castilië (1354-1394)  | Constance van Castilië (1354-1394) | Constance van Castilië (1354-1394) |  |  | Johan I van Portugal (1357-1433) | Johan I van Portugal (1357-1433) | Johan I van Portugal (1357-1433)          | Johan I van Portugal (1357-1433)          | Johan I van Portugal (1357-1433)          | Johan I van Portugal (1357-1433)          | Filippa van Lancaster (1359-1415)         | Filippa van Lancaster (1359-1415)         | Filippa van Lancaster (1359-1415) | Filippa van Lancaster (1359-1415) | Filippa van Lancaster (1359-1415) | Filippa van Lancaster (1359-1415) |                                   |                                   | Alfons I van Bragança (1377-1461) | Alfons I van Bragança (1377-1461) | Alfons I van Bragança (1377-1461) | Alfons I van Bragança (1377-1461) | Alfons I van Bragança (1377-1461) | Alfons I van Bragança (1377-1461) | Beatriz Pereira de Alvim (1380-1414) | Beatriz Pereira de Alvim (1380-1414) | Beatriz Pereira de Alvim (1380-1414) | Beatriz Pereira de Alvim (1380-1414) | Beatriz Pereira de Alvim (1380-1414) | Beatriz Pereira de Alvim (1380-1414) |  |  |  |  |  |  |  |  |  |  |  |  |  |  |  |  |  |  |  |  |  |  |  |  |  |  |  |  |  |  |  |  |  |  |  |  |  |  |  |  |  |  |  |  |  |  |  |  |
| Johan I van Castilië (1358-1390) | Johan I van Castilië (1358-1390) | Johan I van Castilië (1358-1390) | Johan I van Castilië (1358-1390) | Johan I van Castilië (1358-1390)     | Johan I van Castilië (1358-1390)     | Eleonora van Aragón (1358-1382)      | Eleonora van Aragón (1358-1382)      | Eleonora van Aragón (1358-1382)      | Eleonora van Aragón (1358-1382)      | Eleonora van Aragón (1358-1382)   | Eleonora van Aragón (1358-1382)   |                                   |                                   | Jan van Gent (1340-1399)          | Jan van Gent (1340-1399)          | Jan van Gent (1340-1399)            | Jan van Gent (1340-1399)            | Jan van Gent (1340-1399)            | Jan van Gent (1340-1399)            | Constance van Castilië (1354-1394)  | Constance van Castilië (1354-1394)  | Constance van Castilië (1354-1394)  | Constance van Castilië (1354-1394)  | Constance van Castilië (1354-1394) | Constance van Castilië (1354-1394) |  |  | Johan I van Portugal (1357-1433) | Johan I van Portugal (1357-1433) | Johan I van Portugal (1357-1433)          | Johan I van Portugal (1357-1433)          | Johan I van Portugal (1357-1433)          | Johan I van Portugal (1357-1433)          | Filippa van Lancaster (1359-1415)         | Filippa van Lancaster (1359-1415)         | Filippa van Lancaster (1359-1415) | Filippa van Lancaster (1359-1415) | Filippa van Lancaster (1359-1415) | Filippa van Lancaster (1359-1415) |                                   |                                   | Alfons I van Bragança (1377-1461) | Alfons I van Bragança (1377-1461) | Alfons I van Bragança (1377-1461) | Alfons I van Bragança (1377-1461) | Alfons I van Bragança (1377-1461) | Alfons I van Bragança (1377-1461) | Beatriz Pereira de Alvim (1380-1414) | Beatriz Pereira de Alvim (1380-1414) | Beatriz Pereira de Alvim (1380-1414) | Beatriz Pereira de Alvim (1380-1414) | Beatriz Pereira de Alvim (1380-1414) | Beatriz Pereira de Alvim (1380-1414) |  |  |  |  |  |  |  |  |  |  |  |  |  |  |  |  |  |  |  |  |  |  |  |  |  |  |  |  |  |  |  |  |  |  |  |  |  |  |  |  |  |  |  |  |  |  |  |  |
|                                  |                                  |                                  |                                  |                                      |                                      |                                      |                                      |                                      |                                      |                                   |                                   |                                   |                                   |                                   |                                   |                                     |                                     |                                     |                                     |                                     |                                     |                                     |                                     |                                    |                                    |  |  |                                  |                                  |                                           |                                           |                                           |                                           |                                           |                                           |                                   |                                   |                                   |                                   |                                   |                                   |                                   |                                   |                                   |                                   |                                   |                                   |                                      |                                      |                                      |                                      |                                      |                                      |  |  |  |  |  |  |  |  |  |  |  |  |  |  |  |  |  |  |  |  |  |  |  |  |  |  |  |  |  |  |  |  |  |  |  |  |  |  |  |  |  |  |  |  |  |  |  |  |
|                                  |                                  |                                  |                                  | Hendrik III van Castilië (1379-1406) | Hendrik III van Castilië (1379-1406) | Hendrik III van Castilië (1379-1406) | Hendrik III van Castilië (1379-1406) | Hendrik III van Castilië (1379-1406) | Hendrik III van Castilië (1379-1406) |                                   |                                   |                                   |                                   |                                   |                                   | Catharina van Lancaster (1373-1418) | Catharina van Lancaster (1373-1418) | Catharina van Lancaster (1373-1418) | Catharina van Lancaster (1373-1418) | Catharina van Lancaster (1373-1418) | Catharina van Lancaster (1373-1418) |                                     |                                     |                                    |                                    |  |  |                                  |                                  |                                           |                                           | Johan van Portugal (1400-1442)            | Johan van Portugal (1400-1442)            | Johan van Portugal (1400-1442)            | Johan van Portugal (1400-1442)            | Johan van Portugal (1400-1442)    | Johan van Portugal (1400-1442)    |                                   |                                   |                                   |                                   |                                   |                                   | Isabella van Bragança (1402-1465) | Isabella van Bragança (1402-1465) | Isabella van Bragança (1402-1465) | Isabella van Bragança (1402-1465) | Isabella van Bragança (1402-1465)    | Isabella van Bragança (1402-1465)    |                                      |                                      |                                      |                                      |  |  |  |  |  |  |  |  |  |  |  |  |  |  |  |  |  |  |  |  |  |  |  |  |  |  |  |  |  |  |  |  |  |  |  |  |  |  |  |  |  |  |  |  |  |  |  |  |
|                                  |                                  |                                  |                                  | Hendrik III van Castilië (1379-1406) | Hendrik III van Castilië (1379-1406) | Hendrik III van Castilië (1379-1406) | Hendrik III van Castilië (1379-1406) | Hendrik III van Castilië (1379-1406) | Hendrik III van Castilië (1379-1406) |                                   |                                   |                                   |                                   |                                   |                                   | Catharina van Lancaster (1373-1418) | Catharina van Lancaster (1373-1418) | Catharina van Lancaster (1373-1418) | Catharina van Lancaster (1373-1418) | Catharina van Lancaster (1373-1418) | Catharina van Lancaster (1373-1418) |                                     |                                     |                                    |                                    |  |  |                                  |                                  |                                           |                                           | Johan van Portugal (1400-1442)            | Johan van Portugal (1400-1442)            | Johan van Portugal (1400-1442)            | Johan van Portugal (1400-1442)            | Johan van Portugal (1400-1442)    | Johan van Portugal (1400-1442)    |                                   |                                   |                                   |                                   |                                   |                                   | Isabella van Bragança (1402-1465) | Isabella van Bragança (1402-1465) | Isabella van Bragança (1402-1465) | Isabella van Bragança (1402-1465) | Isabella van Bragança (1402-1465)    | Isabella van Bragança (1402-1465)    |                                      |                                      |                                      |                                      |  |  |  |  |  |  |  |  |  |  |  |  |  |  |  |  |  |  |  |  |  |  |  |  |  |  |  |  |  |  |  |  |  |  |  |  |  |  |  |  |  |  |  |  |  |  |  |  |
|                                  |                                  |                                  |                                  |                                      |                                      |                                      |                                      |                                      |                                      | Johan II van Castilië (1405-1454) | Johan II van Castilië (1405-1454) | Johan II van Castilië (1405-1454) | Johan II van Castilië (1405-1454) | Johan II van Castilië (1405-1454) | Johan II van Castilië (1405-1454) |                                     |                                     |                                     |                                     |                                     |                                     |                                     |                                     |                                    |                                    |  |  |                                  |                                  |                                           |                                           |                                           |                                           |                                           |                                           |                                   |                                   | Isabella van Portugal (1428-1496) | Isabella van Portugal (1428-1496) | Isabella van Portugal (1428-1496) | Isabella van Portugal (1428-1496) | Isabella van Portugal (1428-1496) | Isabella van Portugal (1428-1496) |                                   |                                   |                                   |                                   |                                      |                                      |                                      |                                      |                                      |                                      |  |  |  |  |  |  |  |  |  |  |  |  |  |  |  |  |  |  |  |  |  |  |  |  |  |  |  |  |  |  |  |  |  |  |  |  |  |  |  |  |  |  |  |  |  |  |  |  |
|                                  |                                  |                                  |                                  |                                      |                                      |                                      |                                      |                                      |                                      | Johan II van Castilië (1405-1454) | Johan II van Castilië (1405-1454) | Johan II van Castilië (1405-1454) | Johan II van Castilië (1405-1454) | Johan II van Castilië (1405-1454) | Johan II van Castilië (1405-1454) |                                     |                                     |                                     |                                     |                                     |                                     |                                     |                                     |                                    |                                    |  |  |                                  |                                  |                                           |                                           |                                           |                                           |                                           |                                           |                                   |                                   | Isabella van Portugal (1428-1496) | Isabella van Portugal (1428-1496) | Isabella van Portugal (1428-1496) | Isabella van Portugal (1428-1496) | Isabella van Portugal (1428-1496) | Isabella van Portugal (1428-1496) |                                   |                                   |                                   |                                   |                                      |                                      |                                      |                                      |                                      |                                      |  |  |  |  |  |  |  |  |  |  |  |  |  |  |  |  |  |  |  |  |  |  |  |  |  |  |  |  |  |  |  |  |  |  |  |  |  |  |  |  |  |  |  |  |  |  |  |  |
|                                  |                                  |                                  |                                  |                                      |                                      |                                      |                                      |                                      |                                      |                                   |                                   |                                   |                                   |                                   |                                   |                                     |                                     |                                     |                                     |                                     |                                     |                                     |                                     |                                    |                                    |  |  |                                  |                                  |                                           |                                           |                                           |                                           |                                           |                                           |                                   |                                   |                                   |                                   |                                   |                                   |                                   |                                   |                                   |                                   |                                   |                                   |                                      |                                      |                                      |                                      |                                      |                                      |  |  |  |  |  |  |  |  |  |  |  |  |  |  |  |  |  |  |  |  |  |  |  |  |  |  |  |  |  |  |  |  |  |  |  |  |  |  |  |  |  |  |  |  |  |  |  |  |
|                                  |                                  |                                  |                                  |                                      |                                      |                                      |                                      |                                      |                                      |                                   |                                   |                                   |                                   |                                   |                                   |                                     |                                     |                                     |                                     |                                     |                                     |                                     |                                     |                                    |                                    |  |  |                                  |                                  |                                           |                                           |                                           |                                           |                                           |                                           |                                   |                                   |                                   |                                   |                                   |                                   |                                   |                                   |                                   |                                   |                                   |                                   |                                      |                                      |                                      |                                      |                                      |                                      |  |  |  |  |  |  |  |  |  |  |  |  |  |  |  |  |  |  |  |  |  |  |  |  |  |  |  |  |  |  |  |  |  |  |  |  |  |  |  |  |  |  |  |  |  |  |  |  |
|                                  |                                  |                                  |                                  |                                      |                                      |                                      |                                      |                                      |                                      |                                   |                                   |                                   |                                   |                                   |                                   |                                     |                                     | Isabella I van Castilië (1451-1504) | Isabella I van Castilië (1451-1504) | Isabella I van Castilië (1451-1504) | Isabella I van Castilië (1451-1504) | Isabella I van Castilië (1451-1504) | Isabella I van Castilië (1451-1504) |                                    |                                    |  |  |                                  |                                  | Alfons van Trastámara en Avís (1453-1468) | Alfons van Trastámara en Avís (1453-1468) | Alfons van Trastámara en Avís (1453-1468) | Alfons van Trastámara en Avís (1453-1468) | Alfons van Trastámara en Avís (1453-1468) | Alfons van Trastámara en Avís (1453-1468) |                                   |                                   |                                   |                                   |                                   |                                   |                                   |                                   |                                   |                                   |                                   |                                   |                                      |                                      |                                      |                                      |                                      |                                      |  |  |  |  |  |  |  |  |  |  |  |  |  |  |  |  |  |  |  |  |  |  |  |  |  |  |  |  |  |  |  |  |  |  |  |  |  |  |  |  |  |  |  |  |  |  |  |  |

## Trivia
- In 1994 werd een inslagkrater op de planeet Venus naar haar vernoemd.
- In 2023 had Isabella een rol in de zesde aflevering van seizoen 2 van de Marvel Studios animatieserie What If...?. Ze werd ingesproken door Carolina Ravassa.